# Ванклів (Міссісіпі)
Ванклів (англ. Vancleave) — переписна місцевість (CDP) в США, в окрузі Джексон штату Міссісіпі. Населення — 5592 особи (2020).

## Географія
Ванклів розташований за координатами 30°32′44″ пн. ш. 88°40′27″ зх. д. / 30.54556° пн. ш. 88.67417° зх. д. (30.545424, -88.674058).  За даними Бюро перепису населення США в 2010 році переписна місцевість мала площу 114,28 км², з яких 111,76 км² — суходіл та 2,52 км² — водойми.

## Демографія
Згідно з переписом 2010 року, у переписній місцевості мешкало 5886 осіб у 2059 домогосподарствах у складі 1667 родин. Густота населення становила 52 особи/км².  Було 2343 помешкання (21/км²).
Расовий склад населення:
| - 90,7 % — білих - 5,3 % — чорних або афроамериканців - 0,8 % — корінних американців - 0,7 % — азіатів - 0,1 % — вихідців з тихоокеанських островів |

До двох чи більше рас належало 1,7 %. Частка іспаномовних становила 1,6 % від усіх жителів.
За віковим діапазоном населення розподілялося таким чином: 25,6 % — особи молодші 18 років, 62,6 % — особи у віці 18—64 років, 11,8 % — особи у віці 65 років та старші. Медіана віку мешканця становила 39,4 року. На 100 осіб жіночої статі у переписній місцевості припадало 103,8 чоловіків;  на 100 жінок у віці від 18 років та старших — 102,0 чоловіків також старших 18 років.
Середній дохід на одне домашнє господарство  становив 63 223 долари США (медіана — 54 583), а середній дохід на одну сім'ю — 70 107 доларів (медіана — 61 429). Медіана доходів становила 57 250 доларів для чоловіків та 43 032 долари для жінок. За межею бідності перебувало 12,1 % осіб, у тому числі 13,3 % дітей у віці до 18 років та 11,8 % осіб у віці 65 років та старших.
Цивільне працевлаштоване населення становило 2021 осіб. Основні галузі зайнятості: виробництво — 19,6 %, мистецтво, розваги та відпочинок — 17,5 %, роздрібна торгівля — 14,3 %, освіта, охорона здоров'я та соціальна допомога — 12,6 %.